# Écurie Shadwell
L'Écurie Shadwell (Shadwell Racing) est une écurie et un élevage de chevaux de course appartenant au Cheikh Hamdan ben Rachid al Maktoum (1945-2021), membre de la famille dirigeante de Dubaï, les Maktoum. La structure est dispersée entre huit haras en Angleterre, en Irlande et aux États-Unis, et regroupe plus de 200 poulinières et étalons.

## Histoire
Hamdan al Maktoum se passionne pour les courses hippiques tandis qu'il fait ses études en Angleterre. Il prend ses couleurs en 1980 (casaque bleue épaulettes blanches, toque bleue rayée blanche) et en 1984 acquiert Shadwell, une propriété qui s'étend sur 2 400 hectares dans le Norfolk, à l'Est de l'Angleterre, qui devient le quartier général de ses opérations d'élevage et de course pour l'Europe. Il s'installe aussi à Derrinstown Stud en Irlande et en 1985 il fait construire aux États-Unis, un haras de 1 300 hectares près de Lexington, la capitale de l'élevage américain sise dans le Kentucky. Le succès ne tarde pas, à la faveur d'une politique d'achats onéreux sur le marché des yearlings. L'un d'entre eux, la pouliche Al Bahathri, issue de Blushing Groom, acquise aux ventes américaines de Keeneland pour $ 650 000, apporte à l'écurie son premier succès classique dans les 1000 Guinées irlandaises, avant de devenir une excellente poulinière, mère entre autres de Haafdh (2000 Guinées, Champion Stakes). Al Bahathri porte la marque Shadwell : comme elle, tous les chevaux de l'écurie portent des noms arabes.
Le premier crack issu de l'élevage Shadwell est peut-être le meilleur cheval à avoir porté cette casaque : Nashwan, en 1989, remporte coup sur coup les 2000 Guinées, le Derby d'Epsom, les Eclipse Stakes et les King George VI and Queen Elizabeth Diamond Stakes. Si le succès de l'élevage Shadwell ne se dément pas au fil du temps (en témoigne Sakhee, qui remporte le Prix de l'Arc de Triomphe sous les couleurs de Godolphin, l'écurie regroupant les intérêts de la famille Al Maktoum), de nombreux champions de l'écurie ont été achetés yearlings, tels Salsabil (Prix Marcel Boussac, 1000 Guinées, Oaks, Derby d'Irlande, Prix Vermeille) ou le phénomène du sprint Dayjur (Nunthorpe Stakes, Ladbrokes Sprint Cup, Prix de l'Abbaye de Longchamp), voire pendant leur carrière, tel le champion uruguayen Invasor, acquis pour 1,4 million de dollars avant de faire briller les couleurs du Cheikh Hamdan dans deux des plus grandes courses du monde, la Breeders' Cup Classic et la Dubaï World Cup. L'année 1990, celle de Salsabil et Dayjur, Shadwell remporte le premier de ses quatre titres de tête de liste des propriétaires en Angleterre (1990, 1995, 2002 et 2005).
Côté élevage, l'intégration au parc d'étalons Shadwell de Green Desert, grand reproducteur qui avait fait sa carrière de course sous les couleurs de Maktoum al Maktoum, le frère du Cheikh Hamdan, fut l'un des événements les plus marquants, comme celle de la jument Height of Fashion, une fille de Highclere achetée à la Reine d'Angleterre pour 1,5 million de livres (l'équivalent de 6,5 millions d'euros actuels), et devenue une jument-base, mère de Nashwan, Unfuwain (Princess of Wales's Stakes, 2e des King George, 4e Prix de l'Arc de Triomphe), étalon de premier plan, et Nayef (Prince of Wales's Stakes, International Stakes, Dubaï Sheema Classic), deuxième mère de Ghanaati (1000 Guinées, Coronation Stakes), cinquième mère de Baaeed (Prix du Moulin de Longchamp, Queen Elisabeth II Stakes).

### Palmarès (groupe 1uniquement)
Royaume-Uni
- Derby d'Epsom – 2 – Nashwan (1989), Erhaab (1994)
- Oaks – 3 – Salsabil (1990), Eswarah (2005), Taghrooda (2014)
- 2000 Guinées – 2 – Nashwan (1989), Haafhd (2004)
- 1000 Guinées – 5 – Salsabil (1990), Shadayid (1991), Harayir (1995), Lahan (2000), Ghanaati (2009)
- Queen Elizabeth II Stakes – 4 – Lahib (1992), Maroof (1994), Bahri (1995), Baaeed (2021)
- Middle Park Stakes – 3 – Fard (1994), Hayil (1997), Awzaan (2009)
- Eclipse Stakes – 3 – Nashwan (1989), Elmaamul (1990), Mukhadram (2014)
- July Cup – 3 – Hamas (1993), Elnadim (1998), Muhaarar (2015)
- Nunthorpe Stakes – 3 – Dayjur (1990), Battaash (2019, 2020)
- King George VI and Queen Elizabeth Diamond Stakes – 3 – Nashwan (1989), Taghrooda (2014), Hukum (2023)
- Champion Stakes – 3 – Nayef (2001), Haafhd (2004), Anmaat (2024)
- St. James's Palace Stakes – 2 – Marju (1991), Bahri (1995)
- Dewhurst Stakes – 2 – Alhaarth (1995), Mujahid (1998)
- Sussex Stakes – 2 – Mohaather (2020), Baaeed (2022)
- Prince of Wales's Stakes – 2 – Nayef (2003), Mostahdaf (2023)
- International Stakes – 2 – Nayef (2002), Mostahdaf (2023)
- Racing Post Trophy – 1 – Al Hareb (1988)
- Haydock Sprint Cup – 1 – Dayjur (1990)
- Ascot Gold Cup – 1 – Ashal (1990)
- Fillies' Mile – 1 – Aqaarid (1994)
- Diamond Jubilee Stakes – 1 – Malhub (2002)
- Coronation Stakes – 1 – Ghanaati (2009)
- Commonwealth Cup – 1 – Muhaarar (2015)
- British Champions Sprint Stakes – 1 – Muhaarar (2015)
- Falmouth Stakes – 1 – Nazeef (2020)
- King's Stand Stakes – 1 – Battaash (2020)
- Lockinge Stakes – 1 – Baaeed (2022)
- Coronation Cup – 1 – Hukum (2022)
- Queen Anne Stakes – 1 – Baaeed (2022)
- Nassau Stakes – 1 – Al Husn (2023)

 Irlande
- Derby d'Irlande – 1 – Salsabil (1990)
- Irish 2000 Guineas – 1 – Awtaad (2016)
- Irish 1000 Guineas – 4 – Al Bahathri (1985), Mehthaaf (1994), Matiya (1996), Bethrah (2010)
- Irish Champion Stakes – 2 – Elmaamul (1990), Muhtarram (1993)

 France
- Poule d'Essai des Pouliches – 1 – Ta Rib (1996)
- Prix Marcel Boussac – 3 – Ashayer (1987), Salsabil (1989), Shadayid (1990)
- Prix de l'Abbaye de Longchamp – 2 – Dayjur (1990), Battaash (2017)
- Prix du Moulin de Longchamp – 2 – Aqlaam (2009), Baaeed (2021)
- Prix Vermeille – 1 – Salsabil (1990)
- Prix Jean Prat – 1 – Tamayuz (2008)
- Prix Jacques Le Marois – 1 – Tamayuz (2008)
- Prix Jean-Luc Lagardère – 1 – Naaqoos (2008)
- Prix Morny – 1 – Arcano (2009)
- Prix Maurice de Gheest – 1 – Muhaarar (2015)
- Prix d'Ispahan – 1 – Anmaat (2023)

 États-Unis
- Belmont Stakes – 1 – Jazil (2006)

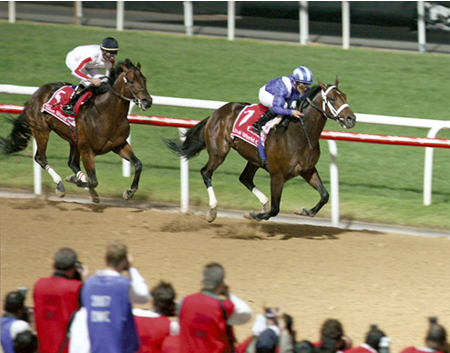
Invasor

- Breeders' Cup Classic – 1 – Invasor (2006)
- Breeders' Cup Filly & Mare Turf – 1 – Lahudood (2007)
- Breeders' Cup Dirt Mile – 1 – Tamarkuz (2016)
- Breeders' Cup Distaff – 1 – Malathaat (2022)
- Kentucky Oaks – 1 – Malathaat (2021)
- Pimlico Special – 1 – Invasor (2006)
- Donn Handicap – 2 – Invasor (2007), Albertus Maximus (2009)
- Suburban Handicap – 1 – Invasor (2006)
- Whitney Handicap – 1 – Invasor (2006)
- Flower Bowl Invitational Stakes – 1 – Lahudood (2007)
- Queen Elizabeth II Challenge Cup Stakes – 1 – Alwajeeha (2008)
- Metropolitan Handicap – 1 – Frosted (2016)
- Ashland Stakes – 1 – Malathaat (2021)
- Alabama Stakes – 1 – Malathaat (2021)
- Personal Ensign Stakes – 1 – Malathaat (2022)

 Émirats arabes unis
- Dubaï World Cup – 2 – Almutawakel (1999), Invasor (2007)
- Dubai Sheema Classic – 2 – Nayef (2002), Eastern Anthem (2009)
- Dubaï Duty Free – 1 – Altibr (1999)
- Dubaï Golden Shaheen – 1 – Muarrab (2016)
- Jebbel Hatta – 1 – Alfareeq (2022)
- Al Quoz Sprint – 1 – Danyah (2023)

 Australie
- Melbourne Cup – 2 – At Talaq (1986), Jeune (1994)
- Caulfield Cup – 1 – Tawqeet (2006)
- Blue Diamond Stakes – 1 – Nadeem (2006)

 Afrique du Sud
- Hollywood Gold Challenge – 1 – Al Muthana (2022)